# Reinado Internacional del Café 2013
Reinado Internacional del Café 2013 fue la XLII edición del certamen Reinado Internacional del Café, la cual se celebró el 12 de enero de 2013 en Manizales, Colombia.
23 candidatas de diferentes partes del mundo compitieron por el título. La ganadora fue Ivanna Vale, representante de Venezuela.

## Resultados

### Posiciones
| Posición                             | Candidata                           |
| ------------------------------------ | ----------------------------------- |
| Reina Internacional del Café 2013    | - Venezuela - Ivanna Vale           |
| Virreina Internacional del Café 2013 | - Colombia - Claudy Blandon         |
| 1.ª Princesa                         | - República Dominicana - Melody Mir |
| 2.ª Princesa                         | - Aruba - Larisa Leeuwe             |
| 3.ª Princesa                         | - Honduras - Jennifer Valle         |

### Premios especiales

#### Reina de la Policía
| Resultados Finales | Candidata |
| ------------------ | --- |
| Ganadora           | - Brasil - Andressa Dos Santos                                                                                        |
| Top 5              | - Colombia - Claudy Blandon - Perú - Claudia Manrique - Puerto Rico - Mara Rivera - República Dominicana - Melody Mir |

## Jurado Calificador
- Christian Salazar - Odontólogo Rehabilitador de Sonrisas
- Patricia Grisales - Actriz
- Carmen Sofia Diago - Abogada

## Candidatas
| País                 | Candidata                           | Edad | Estatura | Residencia                 |
| -------------------- | ----------------------------------- | ---- | -------- | -------------------------- |
| Alemania             | Romy Krawczyk                       | 21   | 1.77     | Berlín                     |
| Argentina            | Maria Belen Fernández Coutinho      | 25   | 1.71     | Corrientes                 |
| Aruba                | Larisa Anna Maria Leeuwe            | 21   | 1.74     | Holanda                    |
| Bahamas              | Kristie Antonia Farah               | 19   | 1.71     | Nassau                     |
| Bolivia              | Adriana Rivera Benítez              | 22   | 1.73     | Tarija                     |
| Brasil               | Andressa Simone Dos Santos de Mello | 23   | 1.80     | Ijuí                       |
| Canadá               | Chelsea Bird                        | 24   | 1.77     | Saskatoon                  |
| Colombia             | Claudy Jessy Blandon Romaña         | 24   | 1.79     | Quibdó                     |
| Costa Rica           | Mariela Barrantes Benavides         | 23   | 1.76     | San José                   |
| Ecuador              | Katherine Elizabeth Espin Gómez     | 20   | 1.72     | La Troncal                 |
| El Salvador          | Martha Marina Aguirre Mendoza       | 18   | 1.70     | San Salvador               |
| España               | Beatriz Ortega Loro                 | 23   | 1.78     | Córdoba                    |
| Estados Unidos       | Tori Eileene Liesly                 | 23   | 1.75     | Portland                   |
| Haití                | Anedie Lucrece Azael                | 24   | 1.78     | Puerto Príncipe            |
| Honduras             | Jennifer Giselle Valle Morel        | 18   | 1.74     | Tegucigalpa                |
| México               | Alejandra Balderas Flores           | 21   | 1.75     | Villahermosa               |
| Paraguay             | Monica Mariani Pascualotto          | 20   | 1.74     | Canindeyú                  |
| Perú                 | Claudia Francesca Manrique López    | 18   | 1.75     | Callao                     |
| Portugal             | Indira Patricia Santos Ferreira     | 21   | 1.71     | Angola                     |
| Puerto Rico          | Mara Liz Rivera Ramos               | 21   | 1.73     | Mayagüez                   |
| República Dominicana | Melody Mir Jiménez                  | 23   | 1.77     | Santiago de los Caballeros |
| Taiwán               | Jen-Ling Lu                         | 23   | 1.70     | Taipéi                     |
| Venezuela            | Ivanna Mariam Vale Colman           | 20   | 1.76     | Mérida                     |

## Participaciones en otros certámenes
Miss Universo:
- 2011:  Haití - Anedie Lucrece Azael

Miss Mundo:
- 2012:  Honduras - Jennifer Valle Morel
- 2013:  Aruba - Larisa Anna Maria Leeuwe (Top 20)

Miss Internacional:
- 2012:  Haití - Anedie Lucrece Azael (Top 15)
- 2012:  República Dominicana - Melody Mir Jiménez (3.ª Finalista)
- 2015:  Honduras - Jennifer Valle Morel (1.ª Finalista)
- 2015:  Paraguay - Mónica Mariani

Miss Tierra:
- 2012:  Taiwán - Jen-Ling Lu
  -  China Taipéi representante de este país
- 2016:  Ecuador - Katherine Espin (Ganadora)

Miss Supranacional:
- 2012:  Bolivia - Adriana Rivera Benitez

Miss Intercontinental:
- 2010:  México - Alejandra Balderas Flores
- 2012:  Panamá - Astrid Caballero

Miss Globe International:
- 2012:  Paraguay - Monica Mariani Pascualotto

Miss Turismo Queen Internacional:
- 2011:  Costa Rica - Mariela Barrantes Benavides

Miss Turismo Internacional:
- 2010:  Paraguay - Monica Mariani Pascualotto

Miss Oriental Tourism:
- 2012:  Brasil - Andressa Simone Dos Santos de Mello (semifinalista)

Miss Model of The World:
- 2012:  Costa Rica - Mariela Barrantes Benavides

Miss Atlántico Internacional:
- 2011:  México - Alejandra Balderas Flores (Mejor Traje Nacional)

Reina Mundial del Banano:
- 2012:  Honduras - Jennifer Giselle Valle Morel (Ganadora)

Miss Coffee Internacional:
- 2012:  Colombia - Claudy Jessy Blandon Romaña (2.ª Finalista)

Miss América Latina:
- 2011:  Paraguay - Monica Mariani Pascualotto

Reina Hispanoamericana:
- 2009:  República Dominicana - Melody Mir Jiménez (2.ª Finalista)
  -  España representante de este país